# Никольское (Шевченковский район)
Никольское (укр. Микільське) — село, 
Аркадевский сельский совет,
Шевченковский район,
Харьковская область.
Код КОАТУУ — 6325781005. Население по переписи 2001 года составляет 30 (14/16 м/ж) человек.

## Географическое положение
Село Никольское находится в 2-х км от реки Великий Бурлук (правый берег).
На расстоянии в 2,5 км расположены сёла Великие Хутора и Аркадевка.

## История
- 1850 — дата основания.